# ريكس هدسون
ريكس هدسون (بالإنجليزية: Rex Hudson)‏ هو لاعب كرة قاعدة أمريكي، ولد في 11 أغسطس 1953 في تلسا في الولايات المتحدة.

## وصلات خارجية
- ريكس هدسون على موقعبيزبول رفرنس.كوم (الدوري الرئيسي) (الإنجليزية)
- ريكس هدسون على موقعبيزبول رفرنس.كوم (الدوري الثانوي) (الإنجليزية)